# Андрија Змајевић
Андрија Змајевић (Пераст, 6. jун 1624 — 7. септембар 1694) био је српски барокни књижевник, надбискуп барски и примас српски.

## Биографија
Тек у XVII веку, у доба барока, у Боки и на јужном приморју, упоредо са латинским и италијанским, почиње да се у књижевности негује и народни језик, који сами писци, идући за традицијом одомаћеном у млетачкој Далмацији и Дубровнику, називају „словинским“ језиком. На народном се пише понајвише поезија, а прозна дела само изузетно. Поред Котора, јавили су се и нови књижевни центри, Пераст, Доброта, Прчањ, Будва. Највећа књижевна активност развила се у Перасту.
И у овом периоду имамо сличну појаву као и раније, да се у књижевности истичу поједине породице, што је нарочито приметно у Перасту који је у овом столећу имао сличну улогу као Котор у претходном. Најзначајнија пераштанска књижевна породица су Змајевићи, а осим њих, треба споменути још Мартиновиће, Баловиће, Мазаревиће, Буровиће. Феномен породичне књижевности биће карактеристичан и за подловћенску Црну Гору у XVIII, XIX и раном XX веку када је династија Петровићи Његоши владала не само у држави него и у књижевности.
Међу пераштанским и бокељским писцима XVII века најважнији је архиепископ барски и „примас Србије“ Андрија Змајевић (1628 — 1694). Он је саопштио да је породица Змајевићи пореклом с Његуша (као и Пасковићи), а долазак својих предака у Боку повезивао је с одласком последњих Црнојевића из Црне Горе. У свом раду испољио је вишеструко интересовање према историји, култури и народу „краљевства Србије“.
Папа Клемент X је 23. фебруара 1671, након петнаестогодишњег периода упражњености надбискупске столице, за надбискупа барског и примаса Србије именовао је Змајевића. Змајевић је столовао у Будви, јер је Бар тада био под османском управом. Андрија је 1690. године себе називао "начелник краљевства Сербије".
У духу тадашње унијатске католичке пропаганде одржавао је пријатељске везе са најистакнутијим српским првацима свог доба, с херцеговачким митрополитом Василијем Јовановићем (Свети Василије Острошки) и с патријархом Арсенијем III Чарнојевићем. За последњег је писао да је „по старини земљак наш, драг пријатељ“. Научио је црквенословенски језик и ћирилицу и тим писмом, о којем је приметио да се њиме „служи читава наша нација“, и сам је писао. За себе је говорио да је „ватрени католик и ватрени Србин“.
Своје главно дело „Љетопис црковни“ писао је на „словинском“ језику ћирилицом и латиницом. Ћирилична верзија дата је с упоредним латинским преводом. Њен пуни наслов гласи: „Љетописа црковнога старога и новога закона света и крепосна држава словинско-латинска“. Та верска, црквена хроника о догађајима од стварања света до пишчевог времена настала на основу словенске историје Мавра Орбина и других историчара, „подвргнута је основној идеји да се у јединству под окриљем Рима обезбиједи да Словени одиграју ону улогу која им по величини и пространству и припада“ (Радослав Ротковић).
Кад велича прошлост словенског народа, највише простора посвећује и показује највише родољубивог осећања према историји „краљевства Србије“ у којем је видео своју државу а у себи њеног највишег верског поглавара („кога се и ми недостојни Началник по обичају Свете Римске Цркве находимо“). Као писац и национални идеолог развио се у непосредним додирима с дубровачком књижевношћу, а посебан утицај имали су на њега идеолози барокног словенства, историчар Мавро Орбин и песник Џиво Гундулић. Славна прошлост Дубровника, посебно величина његове књижевности, нашли су израза у његовој најзначајнијој песми „Словинска Дубрава“, испеваној под непосредним утиском великог земљотреса који је разорио тај град.